# Triana Park
Triana Park (lettisch Triānas Parks) ist eine lettische Band.

## Geschichte
Die Band wurde 2008 in Riga gegründet. Mitglieder sind Agnese Rakovska im Gesang, Artūrs Strautiņš an der Gitarre, Edgard Viļums am Schlagzeug und Kristaps Ērglis am Bass. Früher waren bereits Aivars Rakovskis und Renārs Lazda als Gitarristen in der Gruppe tätig.
2017 nahm die Band bei Supernova 2017 teil, dem lettischen Vorentscheid zum Eurovision Song Contest. In der ersten Runde gelang es den Vieren mit dem Lied Line, das irgendwo zwischen Electro, Punk, Rock, Hip-Hop und Jazz einzuordnen ist, sich am 12. Februar von 11 Teilnehmern unter die Top Vier zu bringen, was sie für das Halbfinale qualifizierte. Dort qualifizierten sie sich eine Woche später über das Televoting für das Finale, das sie schließlich für sich entscheiden konnten. Damit vertraten sie Lettland beim Eurovision Song Contest 2017 im ukrainischen Kiew. Nach der Teilnahme am ersten Halbfinale konnte sie sich allerdings für das Finale des Wettbewerbs nicht qualifizieren.
Am 18. April 2018 veröffentlichte die Band ihr zweites Studioalbum Alive, welches auch die beiden Singles Line und Home beinhaltet.

## Diskografie

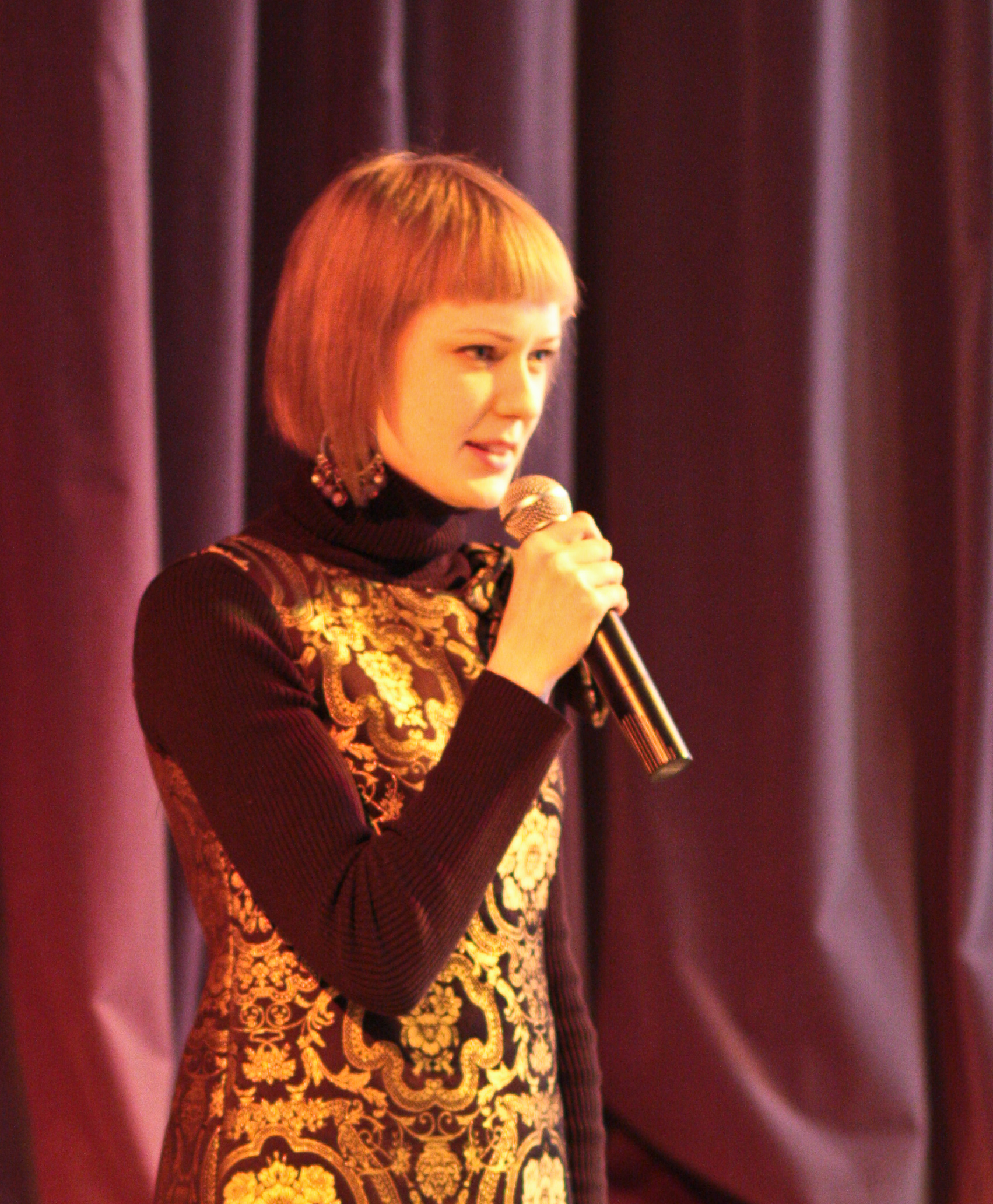
Sängerin Agnese Rakovska (2009)

### Alben
- 2010: EnterTainment
- 2018: Alive

### EPs
- 2014: Triana Park

### Singles
- 2008: Bye Bye
- 2009: Call Me Any Time You Need a Problem
- 2010: Lullaby for My Dreammate (Diamond Lullaby)
- 2011: Upside Down
- 2012: Stars Are My Family
- 2012: I Like
- 2014: Iron Blue
- 2017: Line
- 2018: Home